# Sadegh Khalkhali
L'Āyatollāh Mohammad Sadegh Givi Khalkhali, meglio conosciuto come Sadegh Khalkhali (Gayuy, 27 luglio 1926 – Teheran, 26 novembre 2003), è stato un religioso e politico iraniano, conosciuto per essere stato a capo dei tribunali rivoluzionari iraniani.

## Biografia
Nato in una famiglia modesta, Khalkhali frequentò le scuole religiose e completò i suoi studi a Qom. Nel 1955 entrò a far parte dei gruppi di resistenza islamica contrari allo Scià, ma rimase una figura di secondo piano fino al febbraio del 1979 quando, dopo la rivoluzione iraniana, l'ayatollah Ruhollah Khomeyni lo nominò giudice e lo mise a capo dei tribunali rivoluzionari. Nei mesi successivi, Khalkhali ordinò l'esecuzione di numerosi politici, militari e alti funzionari del regime dello scià, tra cui l'ex primo ministro Amir-Abbas Hoveida e l'ex capo della SAVAK Nematollah Nassiri. Lo stesso Khalkhali affermò di avere condannato a morte 85 persone del governo e delle forze di sicurezza dello scià. Per la facilità e rapidità con cui emetteva le condanne a morte (diversi processi durarono solo pochi minuti) Khalkhali fu soprannominato "il giudice impiccatore".
Nel maggio 1979 Khalkhali condannò a morte in contumacia l'ex scià Mohammad Reza Pahlavi e i suoi familiari e nel giugno dello stesso anno stabilì un premio di 131.000 dollari per l'assassinio dell'ex sovrano. Nell'agosto del 1979, Khomeyni gli ordinò di occuparsi della repressione della ribellione dei curdi, che reclamavano una maggiore autonomia; Khalkhali costituì un tribunale ambulante e giunse a pronunciare decine di condanne a morte giornaliere.
Nel 1980 fu eletto per la prima volta al Parlamento iraniano come deputato del distretto di Qom. Nell'aprile dello stesso anno fece distruggere il mausoleo con la tombe di Reza Shah Pahlavi e di altri membri della famiglia Pahlavi. Durante la crisi degli ostaggi in Iran, comparve alla televisione iraniana per mostrare i corpi dei soldati americani morti nel fallito tentativo di liberare gli ostaggi sequestrati nell'ambasciata statunitense. Nel maggio del 1980 lasciò il suo incarico di capo dei tribunali rivoluzionari per assumere quello di capo dell'ufficio narcotici e avviò una campagna repressiva contro il traffico di droga, con numerose condanne a morte. Nel dicembre dello stesso anno, il presidente Abolhassan Banisadr lo costrinse alle dimissioni, in seguito ad un ammanco di 14 miliardi di dollari derivanti da incassi di multe e sequestri di droga.
In seguito a ciò, il presidente si attirò l'astio di Khalkhali che nel giugno del 1981, a seguito di contrasti tra Banisadr e Khomeyni, promosse una campagna per la rimozione del presidente, che temendo di essere arrestato fuggì all'estero. Khalkhali partecipò alla repressione che seguì agli attentati in cui persero la vita l'ayatollah Mohammad Beheshti e il nuovo presidente Mohammad Ali Rajai e che ebbe come bersaglio i simpatizzanti marxisti, quindi riprese l'incarico di capo dell'ufficio narcotici ma con meno libertà di prima, in quanto un decreto di Khomeyni del dicembre del 1982 pose un limite alla possibilità di processi sommari. Rieletto deputato nel 1984, si dedicò a tempo pieno all'attività politica.
Con la morte di Khomeyni, avvenuta nel 1989, Khalkhali perse i suoi appoggi in seno al regime islamico e nel 1991 il Consiglio dei Guardiani della Costituzione bocciò il rinnovo della sua candidatura al Parlamento. Nel 1992 Khalkhali si trasferì a Qom dedicandosi all'insegnamento religioso nel seminario sciita. In un'intervista rilasciata nel 2000 al giornalista Serge Michel per Le Figaro, interrogato sulla possibilità di comparire davanti ad una corte internazionale ha affermato di non avere fatto niente di sbagliato, altrimenti Khomeyni glielo avrebbe detto. Nel 2002 si ritirò dall'insegnamento per motivi di salute. Nel 2003 morì in un ospedale di Teheran, dove era ricoverato a seguito di problemi cardiaci.